# آغبلاغ (خلخال)
آغبلاغ یک روستا در ایران است که در دهستان خانندبیل غربی در شهرستان خلخال واقع شده‌است. آغبلاغ ۸۸ نفر جمعیت دارد.